# Federación Venezolana de Fútbol
A Federación Venezolana de Fútbol (FVF) é a entidade máxima do futebol na Venezuela. Foi fundada em 1925 e filiou-se a Federação Internacional de Futebol (FIFA) em 1952. É responsável pela organização de campeonatos de alcance nacional, como o Campeonato Venezuelano de Futebol. Também administra a Seleção Venezuelana de Futebol e a Seleção Venezuelana de Futebol Feminino.

## História
No dia 1º de dezembro de 1925, foi criada a Federación Nacional de Foot-Ball (em português: "Federação Nacional de Futebol"; sigla oficial: FNFB), em Caracas. A nova entidade substituiu o chamado Alto Tribunal del Fútbol (em português: "Alto Tribunal do Futebol"), organização criada anteriormente com o propósito de administrar os campeonatos amadores disputados na capital venezuelana. Na reunião de fundação, estiveram presentes os representantes de onze clubes: Centro Atlético, Venzóleo, Deportivo Venezuela, Caracas, Barcelona, Loyola, Unión, Nueva Esparta, Alianza, Campeador e Libertad. A primeira diretoria da FNFB ficou assim estabelecida: Cap. Juan Jones Parra (presidente); Víctor Brito Alfonzo (vice-presidente); Pe. Feliciano Gastamiza (secretário); e Henry Rodemaker (tesoureiro).
A Federación Nacional de Foot Ball passa conduzir o futebol de maneira oficial a partir de 19 de janeiro de 1926, ao criar o primeiro campeonato, tendo o Centro Atlético como campeão, enquanto o Venzóleo ficou com o vice-campeonato. Esse torneio conferiu ao vencedor o título de Campeão Nacional. O primeiro jogo ocorreu em 31 de janeiro, entre Centro Atlético e Venzóleo.
A FNFB enfrentou diversas crises institucionais que a levaram a mudanças estruturais, inclusive de nome. A primeira ocorreu em 1931, com a criação da Asociación Venezolana de Foot-Ball (em português: "Associação Venezuelana de Futebol"; sigla oficial: AVFB), originada a partir da dissidência de alguns clubes, os quais organizaram de forma paralela o campeonato daquele ano. A FNFB foi então dissolvida e os clubes criaram a Liga Venezolana de Fútbol (em português: "Liga Venezuelana de Futebol"; sigla oficial: LVF) em janeiro de 1932, que funcionou até o novembro de 1939, quando então, os clubes estabeleceram a Asociación Nacional de Fútbol (em português: "Associação Venezuelana de Futebol"; sigla oficial: AVF), tendo como presidente o Dr. Julio Bustamante.
Em 1951, o futebol venezuelano passa por nova organização e é constituída a atual Federación Venezolana de Fútbol(em português: "Federação Venezuelana de Futebol"; sigla oficial: FVF), que, em 23 de novembro, obteve o reconhecimento da FIFA e do Comitê Olímpico Venezuelano (COV).
A primeira diretoria da Federación Venezolana de Fútbol estava assim estabelecida:
- Presidente: Cap. Tulio Salgado Ayala
- Vice-presidente: Ildemaro Ramos Rivas
- Secretário-geral: Pedro Cabello Gibbs
- Secretário para registros de jogadores: Rómulo Hernández
- Comissário de Futebol Profissional: Roberto de la Terga
- Comissário de Futebol Amador: Eng. Gustavo Maggi
- Alto Tribunal de Apelação: Dr. Martín Ayala Aguerrevere, Obardo León Ponte e Ignacio Luis Arcaya
- Suplentes: Dr. Jesús María Estacio, Roberto Tod e Leopoldo Márquez.
- Consultor Jurídico: Dr. Marcano Batistini

A filiação na entidade máxima do futebol mundial veio em 1952 e na CONMEBOL (última das federações nacionais a integrá-la) viria em 1953.
Com a criação da FVF, a escolha da diretoria passou a ser feita pelos presidentes das associações estaduais, antes feita apenas pelos representantes dos clubes caraquenhos. Essa estrutura permaneceu até 1995, quando a entidade incluiu os clubes da primeira divisão com direito a voto nos processos eleitorais. Por fim, em 2013, no processo eleitoral para o período de 2013–2017 da FVF, tivemos a participação de representantes das associações estaduais, clubes da primeira divisão, jogadores amadores, treinadores, árbitros e jogadores profissionais.

## Nomes
| 1925 — 1931 | Federación Nacional de Foot Ball   | em tradução livre: "Federação Nacional de Futebol"     |
| 1931 — 1939 | Asociación Venezolana de Foot-Ball | em tradução livre: "Associação Venezuelana de Futebol" |
| 1939 — 1951 | Asociación Venezolana de Fútbol    | em tradução livre: "Associação Venezuelana de Futebol" |
| 1951 — hoje | Federación Venezolana de Fútbol    | em tradução livre: "Federação Venezuelana de Futebol"  |

## Presidentes
| Presidentes da Federación Nacional de Foot Ball   |      |      |               |
| Juan Jones Parra                                  | 1925 | 1931 | [ 4 ]         |
| Presidentes da Asociación Venezolana de Foot-Ball |      |      |               |
| Juan Jones Parra                                  | 1931 | 1939 | [ 4 ]         |
| Presidentes da Asociación Venezolana de Fútbol    |      |      |               |
| Julio Bustamante                                  | 1939 | 1945 | [ 4 ]         |
| Luis Guillermo Blanck                             | 1945 | ???? | [ 7 ]         |
| Presidentes da Federación Venezolana de Fútbol    |      |      |               |
| Tulio Salgado Ayala                               | 1951 | ???? | [ 7 ]         |
| Gustavo Maggi                                     | 1960 | 1961 | [ 8 ]         |
| Asdrúbal Olivares Sosa                            | ???? | 1973 | [ 7 ] [ 9 ]   |
| René Hemmer Colmenares                            | 1974 | 1979 | [ 7 ]         |
| Adrián Toledo Herrera                             | 1979 | 1981 | [ 7 ]         |
| José Vidal Douglas                                | 1985 | 1985 | [ 10 ]        |
| René Hemmer Colmenares                            | 1986 | 1988 | [ 11 ] [ 12 ] |
| Rafael Esquivel                                   | 1988 | 2015 | [ 13 ]        |
| Laureano González                                 | 2015 | 2020 | [ 14 ] [ 15 ] |
| Jesús Berardinelli                                | 2020 | 2020 | [ 16 ]        |
| Laureano González (interino)                      | 2020 | 2021 | [ 17 ] [ 18 ] |
| Jorge Giménez                                     | 2021 | hoje | [ 19 ]        |